# Championnats du monde de patinage de vitesse sur piste courte 2011
Navigation
Édition précédente Édition suivante
Les Championnats du monde de patinage de vitesse sur piste courte se déroulent à Sheffield au Royaume-Uni entre le 11 mars 2011 et le 13 mars 2011. L'évènement est géré par l'Union internationale de patinage.
Il y a douze épreuves au total : six pour les hommes et six pour les femmes. Les différentes distances sont le 500 mètres, le 1 000 mètres, le 1 500 mètres, le 3 000 mètres, le relais de 3 000 mètres (5 000 mètres pour les hommes) et un titre décerné au meilleur patineur sur l'ensemble des épreuves.

## Palmarès
| Épreuves        | Or                | Argent            | Bronze            |
| --------------- | ----------------- | ----------------- | ----------------- |
| Hommes          |                   |                   |                   |
| 500 m           | Simon Cho         | Olivier Jean      | Liang Wenhao      |
| 1 000 m         | Noh Jinkyu        | Charles Hamelin   | Liang Wenhao      |
| 1 500 m         | Noh Jinkyu        | Charles Hamelin   | Jeff Simon        |
| 3 000 m         | Noh Jinkyu        | Liang Wenhao      | Jeff Simon        |
| 5 000 m relais  | Canada            | Allemagne         | États-Unis        |
| Toutes épreuves | Noh Jinkyu        | Charles Hamelin   | Liang Wenhao      |
| Femmes          |                   |                   |                   |
| 500 m           | Fan Kexin         | Arianna Fontana   | Liu Qiuhong       |
| 1 000 m         | Cho Ha-ri         | Arianna Fontana   | Katherine Reutter |
| 1 500 m         | Katherine Reutter | Park Seung-hi     | Cho Ha-ri         |
| 3 000 m         | Cho Ha-ri         | Katherine Reutter | Liu Qiuhong       |
| 3 000 m relais  | Chine             | Pays-Bas          | Canada            |
| Toutes épreuves | Cho Ha-ri         | Katherine Reutter | Arianna Fontana   |

## Tableau des médailles
| Rang | Nation       | Or | Argent | Bronze | Total |
| ---- | ------------ | -- | ------ | ------ | ----- |
| 1    | Corée du Sud | 7  | 1      | 1      | 9     |
| 2    | États-Unis   | 2  | 2      | 4      | 8     |
| 3    | Chine        | 2  | 1      | 5      | 8     |
| 4    | Canada       | 1  | 4      | 1      | 6     |
| 5    | Italie       | 0  | 2      | 1      | 3     |
| 6    | Allemagne    | 0  | 1      | 0      | 1     |
| 6    | Pays-Bas     | 0  | 1      | 0      | 1     |